# Альмерия (тайфа)

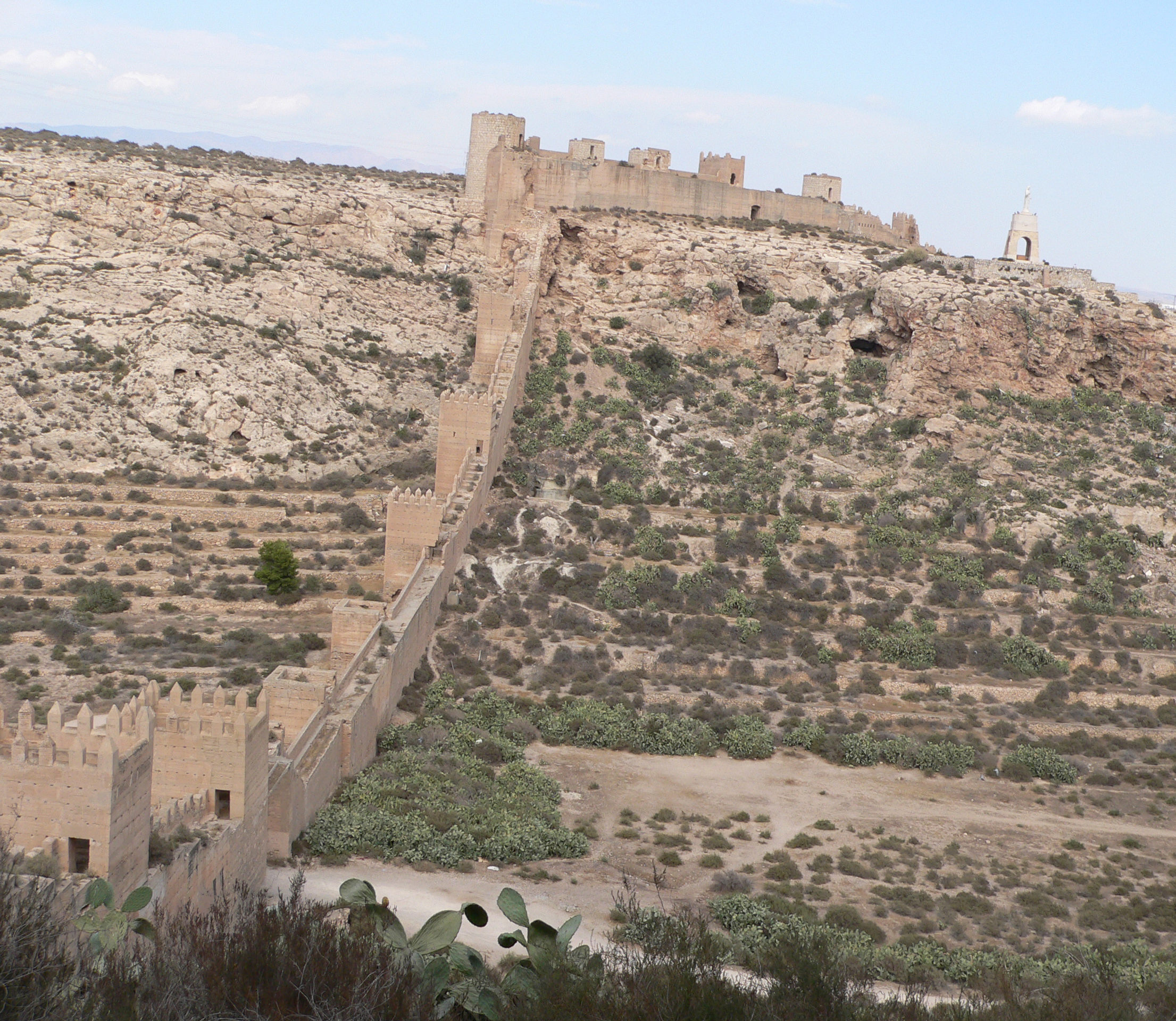
Стена Хайрана

Тайфы около 1037 года

Тайфы около 1080 года

Тайфа Альмери́я (исп. Taifa de Almería, араб. طائفة المرية‎) — независимое мусульманское владение, которое появилось в Аль-Андалусе в 1012 году, в ходе распада Кордовского халифата и которое исчезло в 1091 году, когда она была завоёвана Альморавидами.

## Альмерия при «сакалиба»
Основателем тайфы Альмерия стал «сакалиба» Афлах, который выиграл борьбу с бербером Ибн Рависом за контроль над Аль-Марьей (ныне городом Альмерия). Афлаху наследовал Хайран, который укрепил государство. В течение его царствования город Альмерия пережил большое развитие и расширил границы.
Во время правления преемника Хайрана — Зухайра — тайфа Альмерия включила Мурсию, Хаэн, достигла Гранады, Толедо и Кордовы. Но скоро начался упадок и потеря территорий. Зухайр расширил городскую мечеть и включил в пределы Альмерии пригород Мусалью. В 1038 году, в правление Абу Бакра аль-Рамини тайфа Альмерия была завоевана Абд аль-Маликом ибн Абд аль Азизом, эмиром тайфы Валенсии.

## Бану Сумади (Сумадиды)
Абд аль-Малик назначил правителем Альмерии Маана ибн Мухаммада, который освободившись в 1044 году стал основателем династии Бану Сумади. Во время правления этого рода тайфа пережила экономический и культурный подъем. В правление Абу Яхъя Мухаммада ибн Мутасима, более известного как Альмотасин (Almotacín), короля-поэта удалось превратить Альмерию в один из культурных центров Аль-Андалуса. Он щедро раздавал пенсии и привлекал известных деятелей культуры.
В 1085 году Альфонсо VI взял Толедо. Эмиры тайф Севилья, Гранада и Бадахос попросили помощь у Альморавидов.
Те вторгшись на полуостров в 1086 году нанесли поражение христианам в битве при Заллаке. Но видя слабость тайф из-за непрерывных споров между ними, они стали захватывать мусульманские государства Аль-Андалуса. В 1091 году, через несколько месяцев после смерти Ахмад Муиз аль-Давла Альмотасина Альмерия была подчинена Альморавидами.

## Правители тайфы Альмерия

### «Сакалиба»
- 1012—1014 Афтах
- 1014—1028 Хайран
- 1028—1038 Зухайр
- 1038 Абу Бакр аль-Рамини
- 1038—1044 Абд аль-Малик ибн Абд аль Азиз, эмир тайфы Валенсия

### Бану Сумади (Сумадиды)
- 1044—1052 Маан бен Мухаммад (Ma’n ben Muhammad ben Sumadih)
- 1052—1091 Абу Яхъя Мухаммад аль-Мутасим (Muhammad ben Ma’n, al-Mutasim)
- 1091 Ахмад Муиз аль-Давла (Ahmad ben Muhammad, Muizz al-dawla)

С 1091 года в составе государства альморавидов.